# Ulota nigrita
Ulota nigrita là một loài rêu trong họ Orthotrichaceae. Loài này được (Bruch & Schimp.) Schimp. mô tả khoa học đầu tiên năm 1856.